# Oxymacaria persimilis
Oxymacaria persimilis är en fjärilsart som beskrevs av W. Warren 1905. Oxymacaria persimilis ingår i släktet Oxymacaria och familjen mätare. Inga underarter finns listade i Catalogue of Life.